# Fenella, ossia La muta di Portici
Fenella, ossia La muta di Portici, è un'opera lirica del 1831 in quattro atti musicata da Stefano Pavesi, su libretto di Gaetano Rossi. Il soggetto è lo stesso della più celebre La muta di Portici di Eugène Scribe.

## Trama
La vicenda è grossomodo la medesima de La muta dei portici: Alfonso, figlio del viceré spagnolo di Napoli, è destinato a sposare Elvira, pur tormentato dall'aver abbandonato Fenella, una ragazza muta napoletana, già promessa al pescatore Moreno. La stessa Fenella si palesa poco prima delle nozze e fa intendere alla sposa l'abbietta vicenda; Elvira dunque ripudia il promesso sposo, mentre Fenella fugge a Portici, dove suo fratello, il pescatore Masaniello, che scatena una rivolta contro l'autorità spagnola con l'aiuto di Moreno e del popolo oppresso. Sarà però lo stesso Masaniello che salverà la vita di Alfonso ed Elvira, nel frattempo rincongiuntisi, fuggiti da Napoli a Portici. Alfonso dunque ritorna all'attacco con le truppe reali, mentre Masaniello, inimicatosi il popolo e soprattutto Moreno, impazzisce per le stragi commesse e decide di cercare la morte in battaglia contro le truppe di Alfonso; Fenella a questo punto, disperata, si getta nella lava del Vesuvio.

## Struttura musicale
- Sinfonia

### Atto I
- N. 1 - Cavatina di Alfonso Il mio stato a lei celai
- N. 2 - Coro e Cavatina di Elvira Del Sebeto sulle arene - Ah! Pochi istanti ancor (Elvira, Coro)
- N. 3 - Duettino fra Alfonso ed Elvira Per me ti fece Amore
- N. 4 - Finale I Ella stessa! In tal momento! (Alfonso, Elvira, Selva, Ines, Coro)

### Atto II
- N. 5 - Coro e Cavatina di Masaniello Oh! Com'è bello il dì - Del meriggio ai soli ardenti (Masaniello, Coro)
- N. 6 - Duetto fra Masaniello e Moreno Alla mia gloria
- N. 7 - Finale II Ah! Venite alla festa, gioite (Coro, Alfonso, Elvira, Masaniello, Moreno, Selva)

### Atto III
- N. 8 - Introduzione Vittoria! Vittoria! (Coro, Moreno)
- N. 9 - Coro e Aria di Alfonso Là dalle armoniche celesti sfere - Ah! Fra le lagrime anch'io t'adoro (Alfonso, Coro)
- N. 10 - Romanza di Masaniello Dolce sollievo al misero
- N. 11 - Coro Tu gli inimici (Coro, Moreno)
- N. 12 - Finale III Ah! Per quel Dio che adori (Elvira, Alfonso, Masaniello, Moreno, Coro)

### Atto IV
- N. 13 - Aria di Moreno Veh! là, quel naviglio (Moreno, Coro)
- N. 14 - Aria di Masaniello Armi... faci... ardir... valor... (Masaniello, Moreno, Coro)
- N. 15 - Aria di Elvira Vedo ancor gli acciar sul mio seno (Elvira, Coro, Alfonso)
- N. 16 - Finaletto Scena terribile! (Coro, Alfonso, Elvira, Selva)